# ГЕС Ла-Вілліта
ГЕС Ла-Вілліта, офіційна назва Хосе Марія Морелос (ісп. José María Morelos) — гідроелектростанція у мексиканському штаті Ґерреро. Розташована після ГЕС Ель-Інфирнільо, становить нижній ступінь каскаду на річці Бальсас, яка впадає до Тихого океану на межі штатів Герреро та Мічоакан.
В межах проекту річку перекрили кам’яно-накидною греблею висотою 60 метрів, яка потребувала 3,8 млн м3 матеріалу. Вона утримує водосховище з площею поверхні 28,9 км2 та об’ємом 710 млн м3 (під час повені, максимальний рівень у звичайних умовах – 535 млн м3), в тому числі корисний об'єм 380 млн м3.
Пригреблевий машинний зал обладнали чотирма турбінами типу Френсіс потужністю по 76 МВт, які використовують напір у 44 метри та забезпечують виробництво 1128 млн кВт-год електроенергії на рік.
Видача продукції відбувається по ЛЕП, розрахованій на роботу під напругою 230 кВ.
Окрім виробництва електроенергії, комплекс забезпечує зрошення 18 тисяч гектарів земель.